# Riodades
Riodades é uma povoação portuguesa sede da Freguesia de Riodades do Município de São João da Pesqueira, freguesia com 19,20 km² de área e 405 habitantes (censo de 2021), tendo, por isso, uma densidade populacional de 21,1 hab./km².

## Demografia
A população registada nos censos foi:
| Distribuição da População por Grupos Etários | Distribuição da População por Grupos Etários | Distribuição da População por Grupos Etários | Distribuição da População por Grupos Etários | Distribuição da População por Grupos Etários |
| -------------------------------------------- | -------------------------------------------- | -------------------------------------------- | -------------------------------------------- | -------------------------------------------- |
| Ano                                          | 0-14 Anos                                    | 15-24 Anos                                   | 25-64 Anos                                   | > 65 Anos                                    |
| 2001                                         | 91                                           | 67                                           | 259                                          | 150                                          |
| 2011                                         | 55                                           | 41                                           | 226                                          | 140                                          |
| 2021                                         | 32                                           | 32                                           | 181                                          | 160                                          |

## Geografia e morfologia
É numa zona beirã caracterizada por enormes afloramentos graníticos e com vales de campos de vinha e olival. Outrora densamente povoada por pinheiros, encontra-se hoje como uma das zonas mais afetadas pelos fogos florestais que ano após ano proliferam pelas matas e florestas portuguesas. Riodades situa-se na margem direita do rio Távora – afluente do douro.

## Património
- Castelo Velho – a oeste, próximo do Távora;
- Castelo da Chen de Murganho – no sítio das Carvas;
- Castelo de Nossa Senhora – a este, o principal de todos, o seu antigo nome era Castelo da Fraga da Alcávia.